# 4. Panzerarmee (Wehrmacht)
Die 4. Panzerarmee/Panzerarmeeoberkommando 4 (PzAOK 4) war eine Kommandobehörde des Heeres der Wehrmacht während des Zweiten Weltkrieges.
Zu Beginn der Operation Barbarossa wurde der Großverband als Panzergruppe 4 und während der Schlacht von Stalingrad von Dezember 1942 bis Januar 1943 auch als Armeegruppe Hoth bezeichnet. Das Oberkommando verfügte im Krieg über wechselnde Armeekorps sowie zahlreiche Spezialtruppen.

## Geschichte
Die Panzergruppe 4 wurde am 17. Februar 1941 durch Umwandlung aus dem Generalkommando XVI. Armeekorps (mot.) gebildet, das zuvor im Polen- und im Westfeldzug eingesetzt worden war. Führer des Verbands blieb der am 19. Juli 1940 zum Generaloberst beförderte Erich Hoepner. Die Panzergruppe unterstand anfangs der 18. Armee der Heeresgruppe B, bevor sie im Mai 1941 der Heeresgruppe C, der späteren Heeresgruppe Nord, unterstellt wurde. Zu Beginn des Ostfeldzugs unterstanden der Panzergruppe 4 zwei motorisierte Armeekorps (General Reinhardt und General v. Manstein) mit insgesamt drei Panzer-, zwei motorisierten und drei Infanterie-Divisionen.
Gliederung am 22. Juni 1941
- XXXXI. Armeekorps (mot.) (General der Panzertruppe Reinhardt) mit der 1. und 6. Panzer-Division, 36. Infanterie-Division (mot.) sowie 269. Infanterie-Division
- LVI. Armeekorps (mot.) (General der Infanterie von Manstein) mit der 8. Panzer-Division, 3. Infanterie-Division (mot.), sowie 290. Infanterie-Division, als Reserve folgte die SS-Division Totenkopf

Aufgabe der Panzergruppe 4 war es, nach dem Memel-Übergang in Richtung auf Schaulen durchzubrechen und danach als „Rammbock“ der Heeresgruppe Nord beim weiteren Vorstoß durch das Baltikum auf Leningrad zu fungieren. Bis Ende August 1941 war sie über Pskow südlich des Peipussees auf Luga vorgestoßen. Ende September erfolgte nach dem eingestellten Angriff auf Leningrad eine Umgruppierung und die Unterstellung unter die Heeresgruppe Mitte für die geplante Offensive gegen Moskau (→ Unternehmen Taifun). Dabei trat die Panzergruppe zusammen mit der 4. Armee gegen Wjasma an und erreichte die Gegend um Moschaisk. In der Schlacht um Moskau wurde der deutsche Vormarsch Anfang Dezember am Moskau-Wolga-Kanal gestoppt.
Am 1. Januar 1942 erfolgte die Umbenennung in 4. Panzerarmee. Da Generaloberst Hoepner aufgrund des starken sowjetischen Drucks entgegen Hitlers Haltebefehl Anfang Januar einen taktischen Rückzug anordnete, wurde er am 8. Januar abgesetzt und durch Richard Ruoff abgelöst.
Die 4. Panzerarmee zog sich anschließend in den Raum Gschatsk–Wjasma zurück. Im April 1942 wurde das Panzer-AOK für eine neue Verwendung in den Raum Kursk zur Heeresgruppe Süd verlegt. Als Teil der Armeegruppe von Weichs (2. Armee, 4. Panzerarmee, ungarische 2. Armee) nahm sie im Juni/Juli 1942 unter ihrem neuen Oberbefehlshaber Hermann Hoth am Angriff auf Woronesch teil.
Gliederung am 28. Juni 1942
- XXIV. Armeekorps (mot.) (General der Panzertruppe Langermann und Erlencamp) mit der 9. und 11. Panzer-Division sowie 3. Infanterie-Division (mot.)
- XIII. Armeekorps mit der 82. und 385. Infanterie-Division
- XXXXVIII. Armeekorps (mot.) (General der Panzertruppe Kempf) mit der 24. Panzer-Division und der Division Großdeutschland[1]

Am 9. Juli 1942 wurde sie im weiteren Verlauf der Sommeroffensive Fall Blau der Heeresgruppe B zugeteilt, errichtete bis 21. Juli zwei Brückenköpfe am Don und operierte dann gegen Stalingrad. In der Schlacht von Stalingrad fiel ihr die Aufgabe zu, die südliche Flanke der 6. Armee zu decken, die mit dem Angriff auf die Stadt beauftragt war.
Gliederung am 15. August 1942
- XXXXVIII. Panzerkorps (General Kempf) mit 14. Panzer-Division und 29. Infanterie-Division (mot.)
- XXIV. Panzerkorps (General Langermann) mit 24. Panzer-Division und 16. Infanterie-Division (mot.)
- IV. Armeekorps (General Schwedler) mit 94., 371. und 297. Infanterie-Division[2]

Ab 19. November 1942 entstand während der Operation Uranus an der Front der Heeresgruppe B eine schwerwiegende Krise durch gleichzeitige sowjetische Angriffsoperationen nördlich und südlich von Stalingrad. Die Einkesselung der deutschen 6. Armee konnte dabei nicht verhindert werden. Im Unternehmen Wintergewitter wurde durch die Armeegruppe Hoth (4. Panzerarmee und rumänische 4. Armee) eine Entsatzoperation durchgeführt, deren Erfolg aber durch die Rote Armee verhindert werden konnte. Erst in der Schlacht um Charkow, in der der Armee das schlagkräftige II. SS-Panzerkorps unterstellt war, konnte die Front im Frühjahr 1943 wieder stabilisiert werden.
Im Juli 1943 wurde die 4. Panzerarmee als wichtigster Angriffsverband bei der Unternehmen Zitadelle eingesetzt, dabei zugeteilt waren neben dem II. SS-Panzerkorps auch das XXXXVIII. und LII. Armeekorps. Der in der Panzerschlacht bei Prochorowka geplante Durchbruch nach Norden auf Kursk gelang jedoch nicht. Danach folgten harte Abwehrkämpfe während der Belgorod-Charkower Operation und der anschließenden Schlacht am Dnepr, die bis zum Jahresende 1943 andauerten. Ende September bis Ende Dezember 1943 rang die 4. Panzerarmee vergeblich um den Erhalt der Dnjepr-Linie zwischen Ljutesch und Kanew. Nachdem der 1. Ukrainischen Front am 6. November 1943 die Einnahme von Kiew gelungen war, wurde Generaloberst Hoth von Hitler durch General der Panzertruppe Erhard Raus ersetzt.
Gliederung am 26. Dezember 1943
- LIX. Armeekorps mit 291. Infanterie-Division und Korps-Abteilung C
- XXXXII. Armeekorps mit 25. Panzer- und 168. Infanterie-Division
- XIII. Armeekorps mit 68., 208. und 340. Infanterie-Division
- XXXXVIII. Panzerkorps mit 1., 8. und 19. Panzer-Division
- VII. Armeekorps mit 75., 88. und 198. Infanterie-Division
- XXIV. Panzerkorps mit 34., 82. 112. Infanterie- und 2. SS-Panzer-Division

Während der Lwiw-Sandomierz-Operation der Roten Armee im Juli und August 1944 wurde die 4. Panzerarmee über den Bug an die Weichsel zurückgedrängt und führte anschließend die Kämpfe um den Baranow-Brückenkopf. Während der Weichsel-Oder-Operation im Januar 1945 wurde sie nach Niederschlesien zurückgedrängt, wo sie eine neue Verteidigungslinie an der Oder aufbaute. Nach dem Fall der Festung Glogau zog sie sich in den Raum zwischen Forst und Görlitz hinter die Lausitzer Neiße zurück.
Gliederung vom 30. April 1945
- LVII. Panzerkorps mit der 17. und 72. Infanterie-Division sowie 6. Volks-Grenadier-Division
- Gruppe Kohlsdorfen mit der Ausbildungs-Division 464 und 545. Volksgrenadier-Division, Div.stb. z. b. V. 615
- Panzerkorps „Großdeutschland“ mit der 20. Panzer-Division, Fallschirm-Panzer-Division „Hermann Göring“ und Panzergrenadier-Division Brandenburg
- Gruppe Moser mit der Divisionsgruppe 193 und 404
- Panzerkorps Hermann Göring mit Fallschirm-Panzergrenadier-Division 2 „Hermann Göring“ und Reste 10. SS-Panzer-Division Frundsberg
- LXXXX. Armeekorps mit der 404., 464. und der 469. Infanterie-Division sowie Kampfkommandant Chemnitz[3]

Im Mai 1945 wurde sie nach der Schlussoffensive der 1. Ukrainischen Front von dort in südlicher Richtung auf das Erzgebirge abgedrängt und im Kessel nordöstlich von Prag eingeschlossen. Bei der Kapitulation gingen Teile der Armee in sowjetische, andere in US-amerikanische Kriegsgefangenschaft.

## Oberbefehlshaber
- Generaloberst Erich Hoepner – Februar 1941 bis 8. Januar 1942
- General der Infanterie Richard Ruoff – 8. Januar bis 30. Mai 1942
- Generaloberst Hermann Hoth – 31. Mai 1942 bis 10. Dezember 1943
- Generaloberst Erhard Raus – 10. Dezember 1943 bis 21. April 1944
- General der Panzertruppe Walther Nehring – 21. April bis 1. Mai 1944
- Generaloberst Josef Harpe – 1. Mai bis 28. Juni 1944
- General der Panzertruppe Hermann Balck – 28. Juni bis 2. Juli 1944
- General der Panzertruppe Walther Nehring – 2. Juli bis 5. August 1944
- General der Panzertruppe Hermann Balck – 5. August bis 21. September 1944
- General der Panzertruppe Fritz-Hubert Gräser – 21. September 1944 bis Mai 1945

## Chefs des Generalstabes
- Oberst Walter Chales de Beaulieu – Februar 1941 bis Januar 1942
- Generalmajor Hans Röttiger – 8. Januar bis 27. April 1942
- Generalmajor Julius von Bernuth – 27. April bis 12. Juli 1942 (gefallen)
- Generalleutnant Friedrich Fangohr – 15. Juli 1942 bis Juli 1944
- Oberst Georg Schulze-Büttger – Juli 1944 bis 17. August 1944
- Oberst Friedrich Wilhelm von Mellenthin – 20. August bis 20. September 1944
- Oberst Christian Müller – 25. September 1944 bis 25. Januar 1945
- Generalmajor Wilhelm Knüppel – 25. Januar bis Mai 1945

## Gliederung

### Armeetruppen
- Höherer Artillerie-Kommandeur 312
- Kommandant des rückwärtigen Armeegebiets 593, 585 (ab 1943)
- Panzergruppen-/Panzerarmee-Nachrichten-Regiment 4
- Panzergruppen-Nachschubführer 4/Panzerarmee-Nachschubführer 4/Kommandeur der Panzerarmee-Nachschubtruppen 4

### Unterstellte Großverbände
| Juli 1941     | - XXXXI. Armeekorps (mot.) - LVI. Armeekorps (mot.)                                                             |
| Oktober 1941  | - LVII. Armeekorps (mot.) - XXXXVI. Armeekorps (mot.) - XXXX. Armeekorps (mot.) - XII. Armeekorps               |
| Dezember 1941 | - V. Armeekorps - XXXXVI. Armeekorps (mot.) - XXXX. Armeekorps (mot.) - IX. Armeekorps - VII. Armeekorps        |
| Juli 1942     | - XIII. Armeekorps - XXIV. Panzerkorps - XXXXVIII. Panzerkorps                                                  |
| August 1942   | - XXXXVIII. Panzerkorps - rumänisches VI. Armeekorps - IV. Armeekorps                                           |
| Januar 1943   | - LVII. Panzerkorps - Reste rumänische 4. Armee                                                                 |
| März 1943     | - SS-Panzerkorps - XXXXVIII. Panzerkorps - LVII. Panzerkorps                                                    |
| Juli 1943     | - LII. Armeekorps - XXXXVIII. Panzerkorps - (II.) SS-Panzerkorps                                                |
| Juli 1944     | - VIII. Armeekorps - LVI. Panzerkorps - XXXXII. Armeekorps - XXXXVI. Panzerkorps                                |
| Februar 1945  | - XXXX. Panzerkorps - XXIV. Panzerkorps - Panzerkorps „Großdeutschland“ - Korpsgruppe Friedrich                 |
| Mai 1945      | - LXXXX. Armeekorps - Fallschirm-Panzerkorps Hermann Göring - Panzerkorps „Großdeutschland“ - LVII. Panzerkorps |